# 25543 Fruen
25543 Fruen (tên chỉ định: 1999 XR160) là một tiểu hành tinh vành đai chính. Nó được phát hiện bởi dự án Nghiên cứu tiểu hành tinh gần Trái Đất Lincoln ở Socorro, New Mexico, ngày 8 tháng 12 năm 1999. Nó được đặt theo tên Lois Fruen, an American educator ở Minneapolis, Minnesota.